# 피셔 효과
피셔 효과(영어: Fisher effect)는 인플레이션율의 변동이 명목이자율의 변동으로 이어지는 현상을 말한다. 경제학자 어빙 피셔의 이름을 따 지어졌다.

## 피셔 방정식
피셔 방정식은 명목이자율과 실질이자율 사이의 관계를 나타낸다. 명목이자율은 실질이자율에 기대 인플레이션율을 더한 값이다.
{\displaystyle i=r+\pi ^{e}}
여기서 {\displaystyle i}는 명목이자율, {\displaystyle r}은 실질이자율, {\displaystyle \pi ^{e}}는 기대 인플레이션율을 의미한다.

## 인플레이션의 채권시장에 대한 영향
채권시장에서 기대 인플레이션율이 상승하는 경우, 인플레이션으로 가격이 상승하는 다른 자산에 비해 채권의 상대수익률이 낮아져 채권의 수요가 감소한다. 채권의 공급측면에서는 기대 인플레이션율이 상승하는 경우 채권의 액면가에 대한 실질 가치가 하락하여 채무자의 차용 부담이 줄어들어 채권 공급이 증가하는 요인으로 작용한다.:140-144
기대 인플레이션율의 상승은 채권시장에서의 수요의 감소와 공급의 증가를 초래하여 채권의 가격이 하락하게 되고, 채권의 가격과 이자율은 반대 방향으로 움직이므로 명목이자율은 상승하게 된다.

## 같이 보기
- 피셔 방정식
- 명목이자율